# Tào Bất Hưng
Tào Bất Hưng là một họa sĩ của nhà nước Đông Ngô trong thời kỳ Tam Quốc của lịch sử Trung Quốc. Ông đã sống ở Ngô Hưng (hiện nay Chiết Giang). Tên của ông đôi lúc được viết là Tào Phất Hưng (曹弗興). Ông rất xuất sắc trong việc vẽ rồng, vẽ hổ và hình người.